# Polyketide
Als Polyketide bezeichnet man eine große Gruppe von Naturstoffen, die bezüglich ihrer chemischen Strukturen und pharmakologischen Eigenschaften äußerst heterogen zusammengesetzt ist. Gemeinsam ist ihnen die Biosynthese über den sogenannten Polyketidweg. Zahlreiche Polyketide sind von hoher Bedeutung als Arzneistoffe, darunter Antibiotika wie die Tetracycline oder das Erythromycin, die Krebsmedikamente Doxorubicin und Epothilone sowie die Antiparasiten-Mittel Avermectine.

## Biosynthese

Biosynthese der Orsellinsäure

Spezielle Enzymkomplexe, die Polyketid-Synthasen, bilden aus einfachen, Coenzym-A-aktivierten Acyl-Gruppen (zumeist Acetyl-CoA, Malonyl-CoA) Vorstufen der Polyketide. Je nach Anzahl der in die Synthese eingebundenen Acyl-CoAs kann man von Tetraketiden (vier), Pentaketiden (fünf) etc. sprechen. Diese schrittweise Kettenverlängerung ähnelt der Fettsäuresynthese. Im Gegensatz zu dieser findet jedoch nur selten eine Reduktion zu einer aliphatischen Kette statt. Jeder Acetyl-Baustein der Kette kann auf verschiedenen Stufen der Modifizierungen stehen bleiben, die theoretisch zur Fettsäure führen (Ketogruppe > Hydroxygruppe > Doppelbindung > Einfachbindung). Weitere Enzymreaktionen (z. B. Cyclisierung, Methylierung oder Oxygenierung) vervollständigen die Biosynthese der Polyketide.

## Strukturelle Vielfalt

Struktur von Erythromycin A

Die Vielfalt und Komplexität zeigt sich anhand einiger weniger Beispiele: Eines der einfachsten Polyketide ist die 6-Methylsalicylsäure. Von komplexerer Natur sind flavonoide Pflanzenfarbstoffe wie Quercetin, die Mykotoxine Zearalenon, Alternariol oder Aflatoxine, das Makrolidantibiotikum Erythromycin oder das Polyen-Antimykotikum Amphotericin B (ebenfalls ein Makrolid). Besonders komplexe Strukturen treten bei den Polyketiden mariner Lebewesen auf, so z. B. beim Maitotoxin oder Palytoxin.